# Syrphoctonus sicarius
Syrphoctonus sicarius là một loài tò vò trong họ Ichneumonidae.